# Латипов, Азим Шукурович
Азим Шукурович Латипов (узб. Azim Shukurovich Latipov; 5 июня 1951, Шафирканский район, Бухарская область, Узбекская ССР — 6 июня 2025) — узбекский фермер, общественный деятель, трижды сенатор Олий Мажлиса, Герой Узбекистана (2002).

## Биография
С 1971 года начал трудовую деятельность механиком в колхозе. С 1996 по 2007 год возглавлял колхоз «Бухоро». С 2007 года руководит фермерским хозяйством «Азим-Шафиркан юлдузи».

## Достижения
Под его руководством внедрены современные агротехнологии: ежегодное промывание засоленных почв, модернизация ирригационных систем, что позволило улучшить мелиоративное состояние 319 га земель и сократить водопотребление на 25 %. В 2018—2020 годах план по сбору хлопка и зерна перевыполнялся на 110—135 %.
Развивал животноводство, садоводство и бахчеводство, включая восстановление древних сортов дынь Бухары. Совместно с учёными Бухарского филиала Ташкентского института ирригации внедрил адаптированные сорта зерна.

## Общественная деятельность
Трижды избирался сенатором Олий Мажлиса (2004—2019), был членом Комитета по аграрным, водным и экологическим вопросам. Депутат Кенгаша Бухарской области с 2004 года.
Организовал практику для студентов аграрного колледжа, обучает молодых фермеров. В 2020 году предоставил 12 малообеспеченным семьям по 1 га земли, создав 14 рабочих мест. Ежегодно выделял 50 млн сумов на благотворительность.

## Награды
- Медаль «Шухрат» (1996).
- Звание «Герой Узбекистана» (2002)[2].

## Личная жизнь
Отец пятерых детей. Сын работает в семейном хозяйстве.
Азим Латипов умер 6 июня 2025 года в возрасте 74 лет.